# الإرهاب والسياحة في مصر

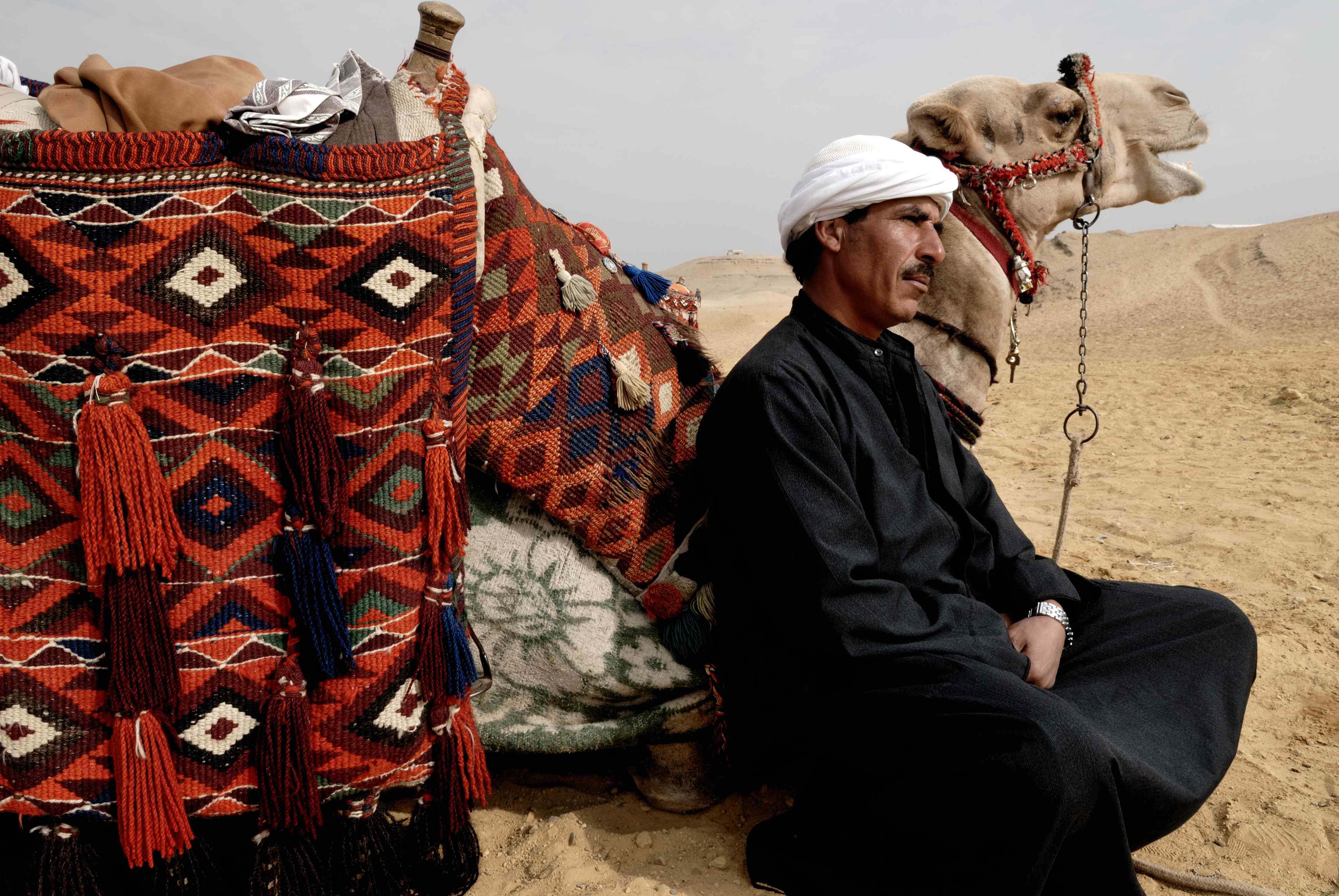
رجل مصري في الصحراء مع جمل.

السياحة في مصر تتأثر بشكل كبير عندما تستهدف الهجمات الإرهابية على وجه التحديد السياح الأجانب أو المصريين وغالباً ما تنتهي هذه الهجمات بالوفيات والإصابات ولها تأثير فوري وأحيانًا دائم على السياحة. تتخذ الهجمات أشكالاً عديدة مثل: تفجير طائرة تحمل السياح أو إطلاق النار على السياح من السيارات أوهجمات بالسكاكين على السياح والتفجيرات الانتحارية في مكان يتجمع فيه السياح. وتعد مذبحة الأقصر عام 1997 من أبرز هذه الهجمات الارهابية والتي راح ضحيتها 62 سائحًا ما بين قتيل وجريح .
يتم تنفيذ هذه الهجمات من قبل المتطرفين على مر السنوات ويكون لها تأثير فوري على السياحة وهو جزء مهم من اقتصاد مصر. لذا في حين أن هناك تاريخ من الاضطهاد والإرهاب الذي يستهدف المسيحيين الأقباط في مصر وأيضا الإرهاب الموجه إلى المسؤولين الأمنيين والحكوميين في مصر فإن الإرهاب الذي يستهدف السياح يؤثر على مواطني الدول الأخرى. تلاحظ وكالات السياحة أنه عندما يحدث هجوم ضد السياح فإن مصر تخسر مليارات الدولارات من السياحة وتذهب إلى دول أخرى مثل الصين أو الهند أو المغرب.
في الأشهر الستة الأولى من عام 2018 ارتفعت إيرادات السياحة بنسبة 71٪ لتصل إلى 4.8 مليار دولار وسط زيادة مفاجئة في عدد الزوار. حيث زار أكثر من 5 ملايين سائح مصر في قفزة بنسبة 41 ٪ مقارنة مع نفس الإطار الزمني في عام 2017.
بعد ما يقرب من عامين من دون هجوم استهدف السياح تم زرع قنبلة بدائية الصنع استهدفت حافلة لسياح فيتناميين مما أسفر عن مقتل أربعة منهم مصريان في 28 ديسمبر عام 2018.

## خلفية

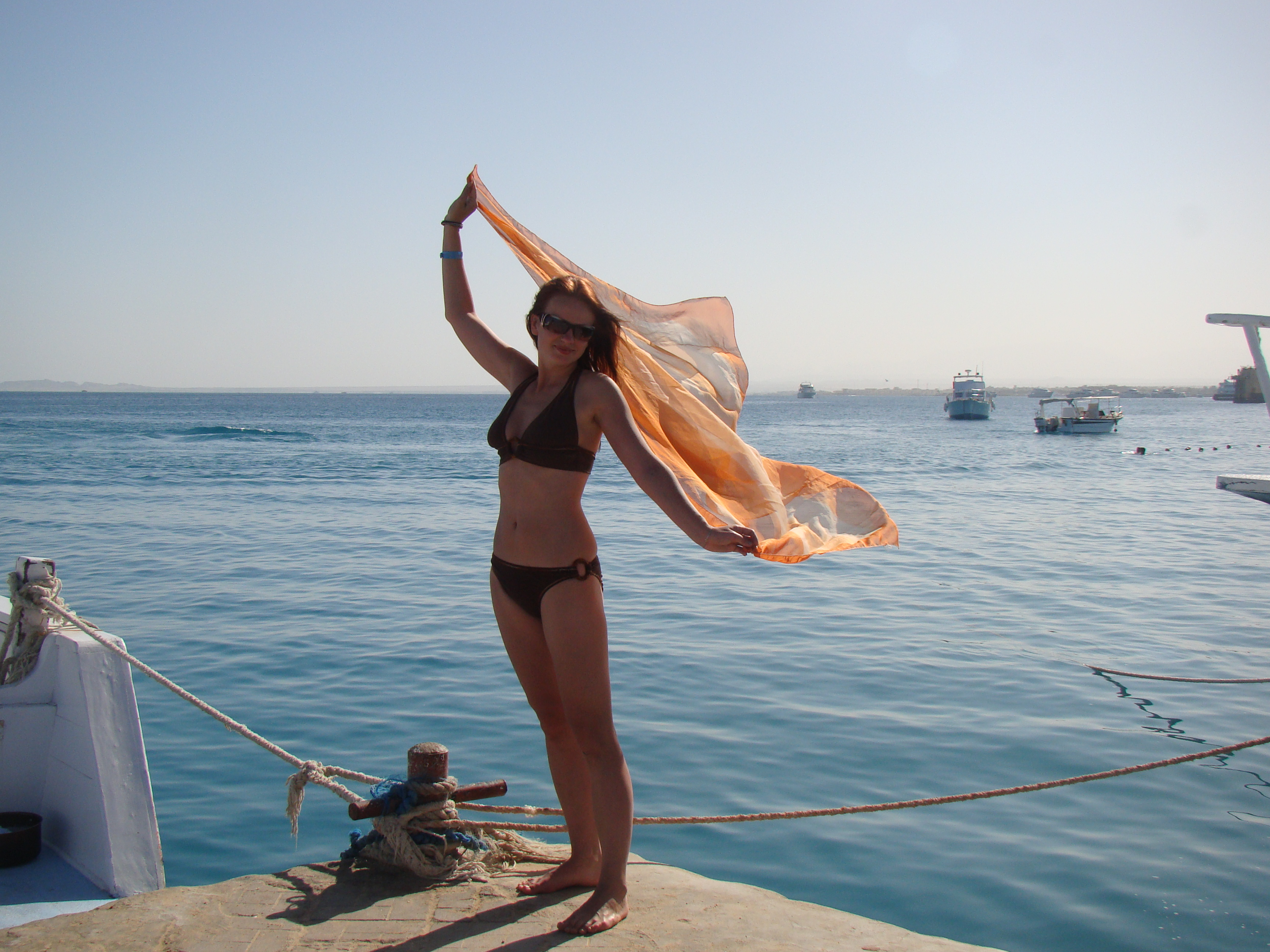
سائحة على ساحل البحر الأحمر.

تعد صناعة السياحة المصرية من أهم القطاعات في الاقتصاد المصري من حيث العمالة والعملة الأجنبية وفي بعض الأحيان كانت تصل إلى 1٪ من سوق السياحة العالمية. وتشمل المكونات العديدة للسياحة المعالم التاريخية لا سيما في القاهرة والأقصر وأسوان، ولكن أيضا الأنشطة البحرية مع الاستمرار في تشجيع السياحة الأجنبية بنشاط لأنها مصدر رئيسي للعملة والاستثمار. ولكن تسبب عدم الاستقرار السياسي منذ يناير 2011 في تقلبات في دخل السياحة.
في حوالي عام 1992 أشار الرئيس مبارك الذي خاطب البرلمان حول التأثيرات الخطيرة لهذه الهجمات المتزايد من قبل الأصوليين المتشددين على صناعة السياحة في مصر التي تبلغ قيمتها ملياري دولار مما زاد من الاحتياطات الأمنية التي تضمن أمن السياح منها مرافقة حراس أمن مسلحين للحافلات السياحية.
تمت دراسة العلاقة بين الإرهاب والسياحة على نطاق واسع منذ مجزرة الأقصر في مصر عام 1997. وقد تمت دراسة مقدار التغطية الإخبارية التي تحدثها الكارثة وآثارها على صناعة السياحة في ذلك البلد من قبل خبراء مثل الدكتورة جابي والترز من جامعة كوينزلاند في أستراليا وأورد دراسته في كتاب السياحة في الأوقات العصيبة.
كانت صناعة السياحة في مصر مضطربة منذ ثورات الربيع العربي وخلال الثورة المصرية عام 2011 وخلال الأزمة المصرية (2011-2014). ووفقًا لوزارة السياحة المصرية فقد ارتفع عدد السياح في الربع الأول من عام 2017 بنسبة تقارب 50٪ مقارنة بالربع الأول من عام 2016 ولكن مع معدلات إشغال الفنادق لا تزال تصل إلى 30٪ بحلول 15 يوليو 2017.

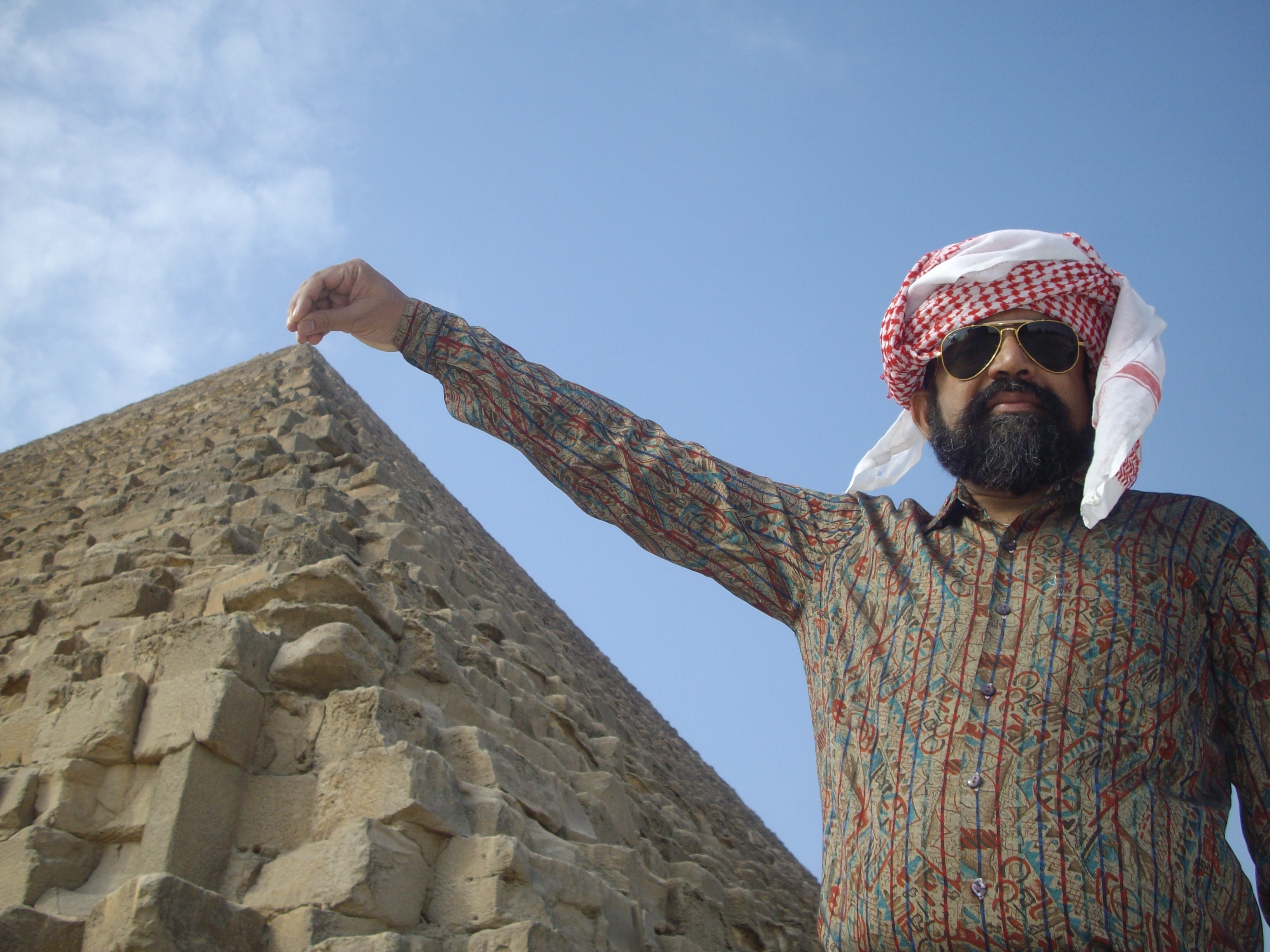
صورة في أهرامات الجيزة.

تجذب الأهرامات المصرية ملايين الزوار كل عام كما يزور السياح أماكن في صعيد مصر والمتاحف المصرية والقاهرة القبطية والأديرة القديمة وجبل سانت كاترين في سيناء وريفيرا البحر الأحمر وأماكن الثقافة الإسلامية والفن الإسلامي وأماكن أخرى. وتتسبب الهجمات في قيام الدول بإيقاف إصدار تصاريح السفر وعلى الخطوات التي يجب اتخاذها من أجل السلامة أو إصدار الدول لتحذيرات السفر وتطلب من السياح تجنب السفر إلى مصر. اعتبارا من أغسطس / آب 2017 كان لدى كندا عدة تحذيرات بشأن السفر إلى مصر، لكنه أشار إلى أن منطقة منتجع شرم الشيخ مستثناة من التحذير.
المتحف المصرى الكبير هو متحف تبلغ تكلفته ملايين الدولارات ويتم بناؤه بمساعدة من اليابان وفرنسا ومن المقرر افتتاحه جزئيا في عام 2018 وهو أحدث استثمار في صناعة السياحة المصرية وسوف يتطلب مزيد من الاجراءات الأمنية واسعة النطاق.
افتتح المتحف القومي للحضارة المصرية والموجود في الفسطاط في فبراير ويتميز المتحف بأحدث الأجهزة الأمنية.

## حوادث

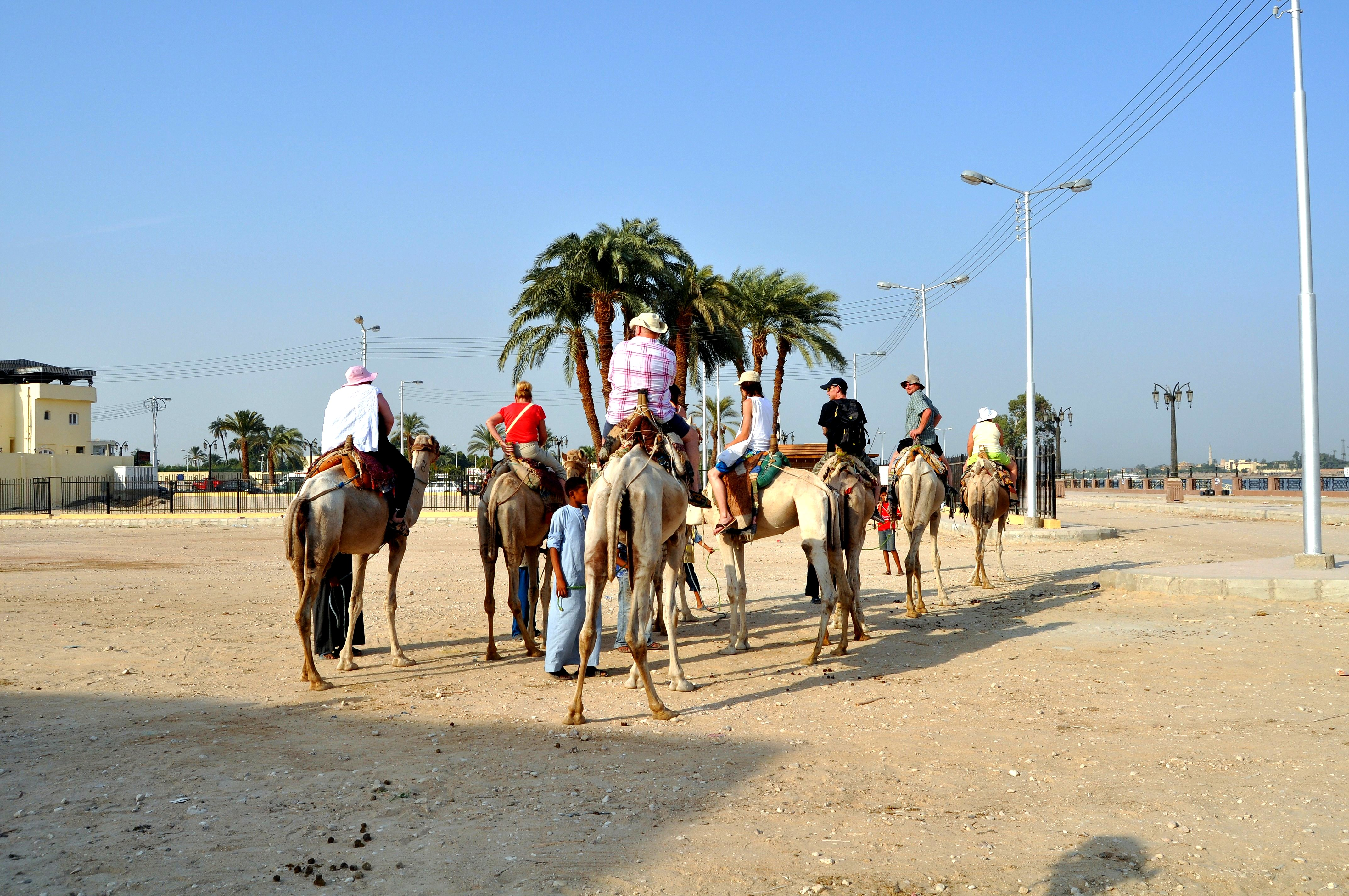
الأقصر.

قال باحثون يدرسون الإرهاب والسياحة إن «الأعمال الإرهابية العشوائية تقلص نشاط السفر إلى أن تتلاشى الذكريات العامة للحوادث المعلنة. ومع ذلك فإن الإرهاب المستمر يمكن أن يشوه صورة وجهة السلامة والجذب ويعرض صناعة السياحة بأكملها للخطر».

### أهرامات الجيزة
في 29 آذار / مارس 1993 تسببت جماعه ارهابيه في انفجار عند هرم خفرع. في 8 يونيو / حزيران 1993 ، انفجرت قنبلة في حافلة سياحية عند هضبة الأهرام بالجيزة مما أسفر عن مقتل سياح أجانب ومصريين. في أواخر عام 1993 قتل عدد من السياح الأمريكيين والفرنسيين بالرصاص في فندق سميراميس في القاهرة.
في عام 1996 قتل 18 سائحا يونانيا كانوا قد انتهوا من جولة في القدس وكانوا في مصر بالقرب من فندق يوروبا في القاهرة.

### الصعيد

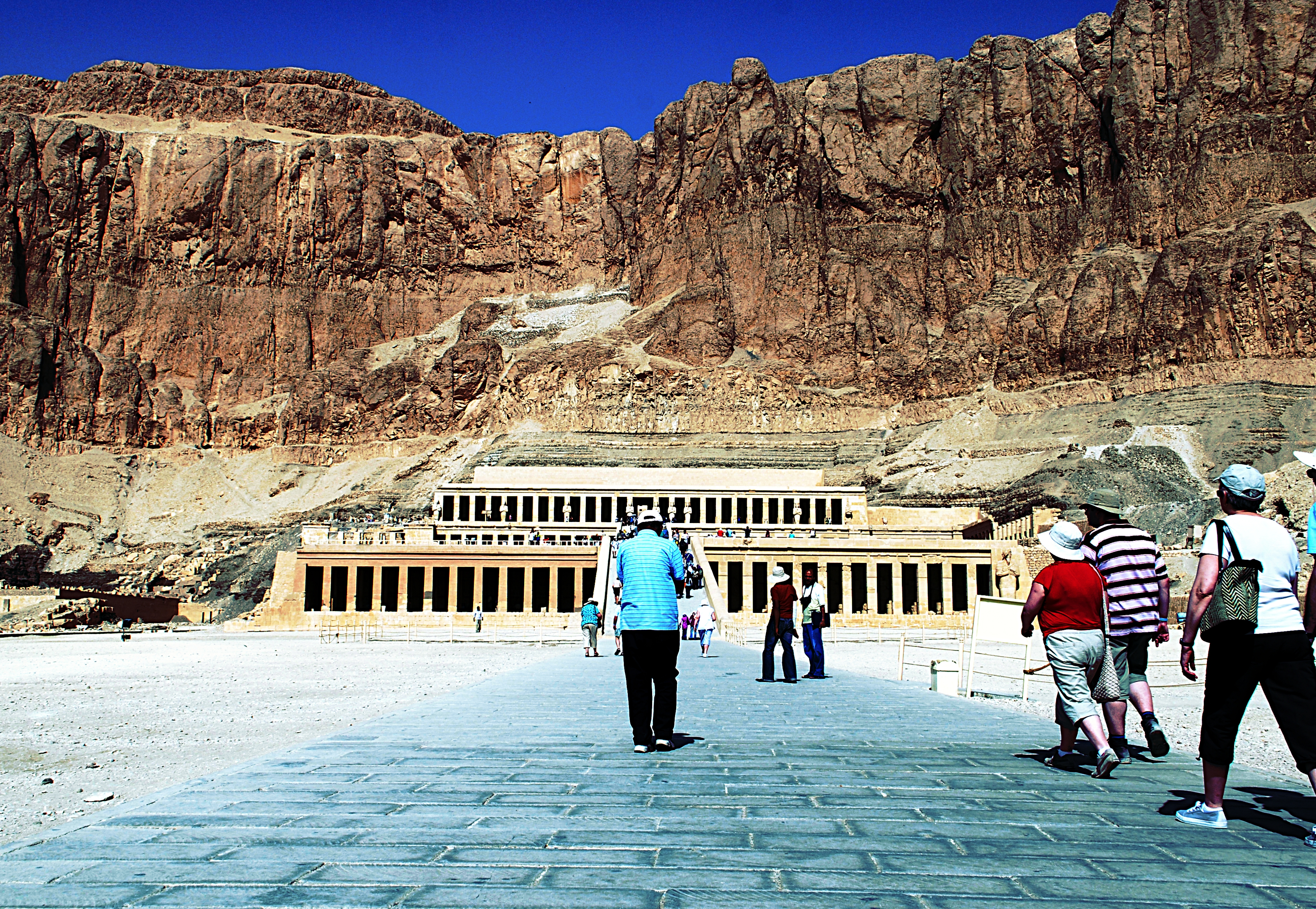
موقع مجزرة الأقصر.

قُتل 62 شخصا معظمهم من السائحين وجُرح 26 في مجزرة الأقصر في 17 تشرين الثاني / نوفمبر 1997. وكانت أسلحة المهاجمين أسلحة نارية وسكاكين. وسرحت الفنادق 70٪ من قوتها العاملة وقامت شركات السياحة الأوروبية واليابانية بإلغاء رحلاتها إلى مصر بعد الهجوم.
في عام 2014 أعرب مواطن مصري من صعيد مصر عن أسفه أن أحد أهم مصادر الدخل إلى جانب الزراعة قد جف.

### شبه جزيرة سيناء

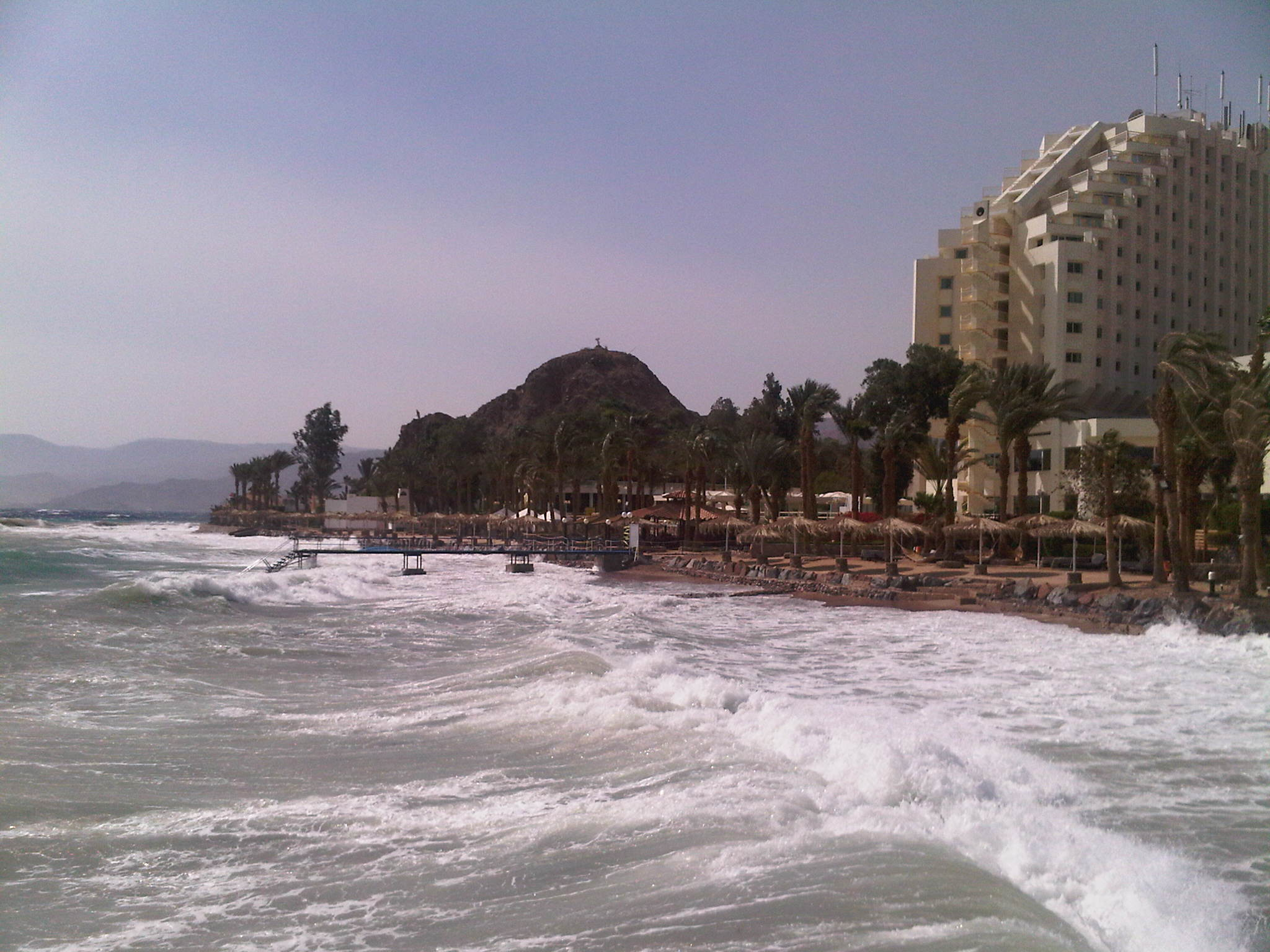
فندق هيلتون - طابا ، مصر.

تعد ريفيرا البحر الأحمر الساحل الشرقي لمصر على طول البحر الأحمر وجهة سياحية شهيرة وكانت النتائج غير مضمونة في حادث تحطم الطائرة في 3 يناير 2004 حيث تحطمت طائرة شركة فلاش ايرلاينز رقم 604 وكانت تحمل سياح معظمهم فرنسيين بعد أن غادرت مطار شرم الشيخ الدولي وكان على متنها 148 شخصا وتوفي جميعهم نتيجة التحطم وأرجع السبب إلى أنه بسبب خلل فنى في الطائرة أو خطأ بشرى من الطاقم.
في عام 2004 توقفت السياحة من إسرائيل بعد ثلاثة حوادث. قبل عام 2004 كان يزور 400000 إسرائيلي شبه الجزيرة كل عام. وبعد مرور أكثر من عقد أصبح العدد ضئيلاً.
في 2 مايو 2014 انفجرت قنبلة على حافلة سياحية في شرم الشيخ مما أسفر عن مقتل واحد وجرح أربعة آخرين.
أفادت وكالة رويترز بأن متشددين في سيناء قد حولوا هجماتهم ضد قوات الأمن إلى السياح أو الأهداف السهلة. وقع الانفجار في 16 فبراير 2014 وقتل أربعة مدنيين بينهم ثلاثة سياح كوريين جنوبيين في ما يُعرف باسم هجوم طابا (فبراير 2014). وفجر الانتحاري نفسه في الحافلة السياحية التي كانت تحمل أكثر من 30 عضوا من مجموعة كورية جنوبية. كانوا قد سافروا من القاهرة إلى دير سانت كاترين في شبه جزيرة سيناء وكانت الحافلة تنتظر العبور إلى إسرائيل عندما وقع الانفجار. وينتمي السياح الكوريون الجنوبيون إلى كنيسة جينشيون يونغانغ. بعد هذا الهجوم تم تحذير البريطانيين بعدم السفر إلى جنوب سيناء.
بحلول عام 2015 تدهورت الأوضاع إلى حد توقف السياح الإسرائيليين عن الذهاب إلى المنطقة لمدة 18 شهراً ثم استأنفوا زياراتهم تحت حراسة مشددة في عام 2017.
عندما كانت السياحة في طور النمو بعد الأزمة المصرية في الفترة من 2011 إلى 2014 أدى سقوط الطائرة الروسية التي غادرت مطار شرم الشيخ مع السياح الروس في 31 أكتوبر 2015 إلى حدوث موجات مؤثرة في القطاع مرة أخرى. ويشتبه في أن السبب هو قنبلة وانخفضت التكهنات إلى حد كبير على موظف في المطار. أوقفت روسيا جميع الرحلات الجوية إلى شرم الشيخ إلى أن قام المسؤولون الروس بتفتيش المطار وشعروا أنه يفي بمعايير أمنية أفضل. بعد إسقاط الطائرة غادر السياح الخائفون المنطقة مما أثر على السكان البدو الذين عملوا في صناعة السياحة. أوقفت كل من روسيا وبريطانيا جميع الرحلات الجوية إلى شرم الشيخ. كان الانخفاض في السياحة هائلاً بعد مقتل السياح الروس على متن الطائرة وانخفض الدخل السياحي لمصر من 12 مليار دولار في عام 2010 إلى النصف تقريبا في عام 2016.
في 19 مايو 2016 غادرت طائرة رحلة مصر للطيران رقم 804 من باريس إلى القاهرة وعلى متنها 66 شخصًا لكنها تحطمت في البحر المتوسط من دون أسباب معروفة. في عام 2016 تعرض السياح للهجوم في الغردقة ومرة أخرى في عام 2017 عندما قام متشدد بقتل سائح ألماني وطعن عدد اخر من السياح في أحد المنتجعات السياحية.
وقع هجوم اخر في يوم 18 أبريل 2017 بالقرب من دير سانت كاترين مما أسفر عن إصابة عدد من ضباط الشرطة وجاء هذا الهجوم في وقت حرج عندما كانت مصر تنتظر بفارغ الصبر قرارًا بشأن استئناف الرحلات الجوية من روسيا. وقبل الهجوم طلبت إسرائيل من مواطنيها عدم الذهاب إلى شبه جزيرة سيناء بسبب تهديدات من حوادث ارهابية.

### الصحراء الغربية

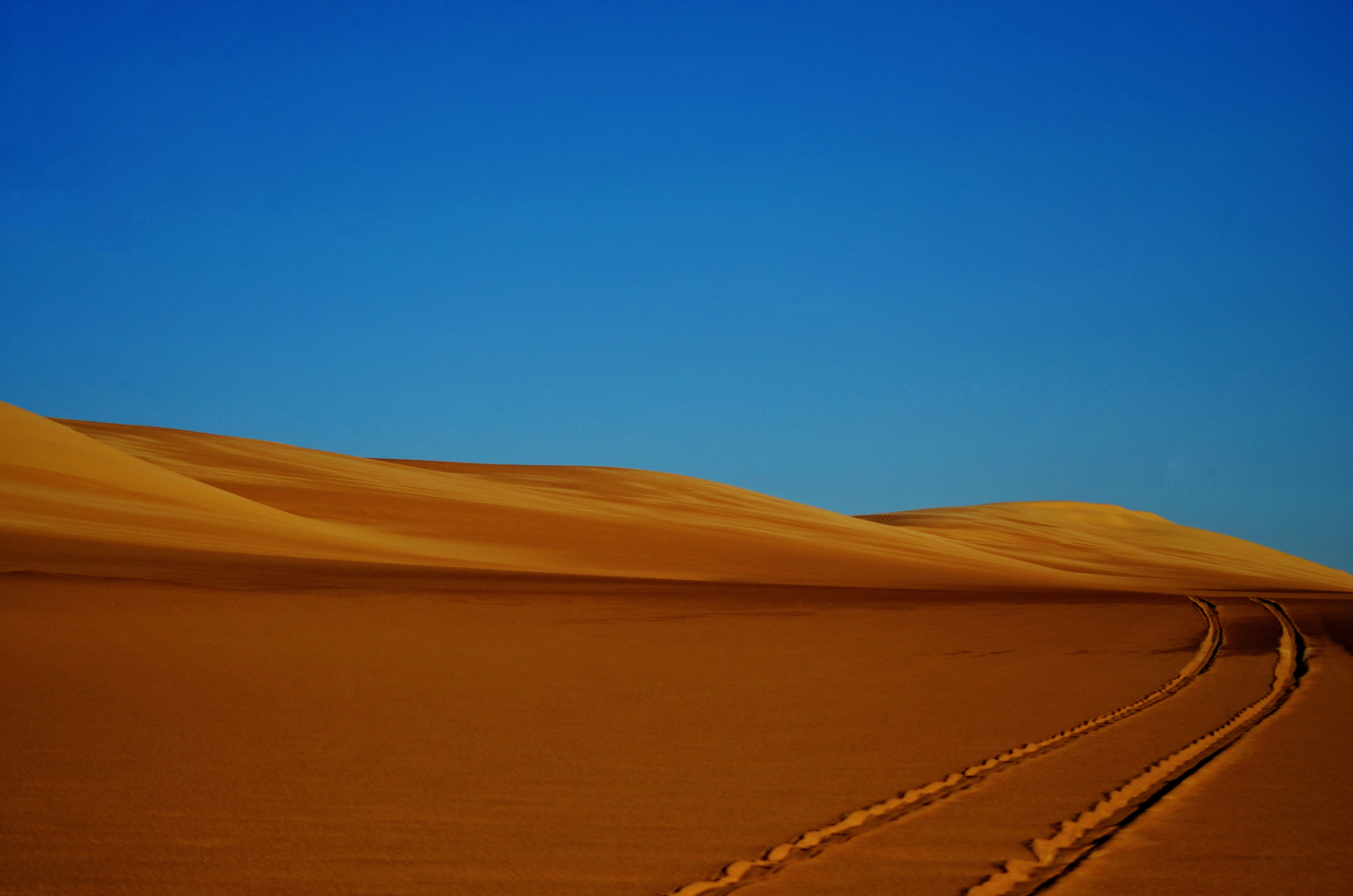
الصحراء الغربية

في 19 سبتمبر 2008 تم احتجاز عدد من السياح كرهائن من قبل عدد من الرجال الذين أخذوهم إلى الصحراء الغربية وطالبوا بأموال فدية. بعد عشرة أيام أسفرت مهمة الإنقاذ عن إنقاذ ناجح لجميع الرهائن وقتل أحد الخاطفين بواسطة قوات مكافحة الإرهاب المصرية.